# Hildegard Lehnert
Hildegard Lehnert, född 1857, död 1943, var en tysk målare.
Hon var 1909–1929 föreståndare för den konstskola som drevs av Verein der Künstlerinnen und Kunstfreundinnen.